# キウズディーノ
キウズディーノ (伊: Chiusdino) は、イタリア共和国トスカーナ州シエーナ県にある、人口約1,700人の基礎自治体（コムーネ）。

## 地理

### 位置・広がり

#### 隣接コムーネ
隣接するコムーネは以下の通り。括弧内のGRはグロッセート県所属を示す。
- カーゾレ・デルザ
- モンティチャーノ
- モンティエーリ (GR)
- ラディコンドリ
- ロッカストラーダ (GR)
- ソヴィチッレ

### 気候分類・地震分類
キウズディーノにおけるイタリアの気候分類 (it) および度日は、zona E, 2303 GGである。
また、イタリアの地震リスク階級 (it) では、zona 3 (sismicità bassa) に分類される。

## 行政

### 分離集落
キウズディーノには、以下の分離集落（フラツィオーネ）がある。
- Ciciano, Frassini, Frosini, Montalcinello, Palazzetto